# Cr 234
Cr 234 è un ammasso aperto nella costellazione della Carena.
È in realtà la parte centrale di un vasto sistema di ammassi aperti, noto anche come Tr 16, che comprende Cr 132, Tr 14 e Tr 15. Si trova immerso nella vasta nebulosa di Eta Carinae. Appare come un insieme eterogeneo di stelle, e definirne i confini, anche per i motivi indicati, non è facile. Le sue componenti principali appaiono di nona magnitudine. La sua distanza è stimata sui 9500 anni-luce.